# Río Ager
El río Ager es un río del estado austriaco de Alta Austria, cuya fuente está en el lago Atter (Attersee) y fluye en dirección noreste hasta desaguar en el río Traun, el cual es afluente derecho del Danubio en la ciudad de Linz, la capital del estado de Alta Austria.